# Oxydia nimbata
Oxydia nimbata är en fjärilsart som beskrevs av Achille Guenée 1858. Oxydia nimbata ingår i släktet Oxydia och familjen mätare. Inga underarter finns listade i Catalogue of Life.